# Aritmomancia
Aritmancia es un tipo de adivinación que se hacía a través de los números y de dos maneras distintas. 
- La primera, usada por los griegos, consistía en considerar el número y el valor de las letras en los nombres, por ejemplo, de dos combatientes. Y al que tenía el nombre de más letras y de mayor valor le auguraban la victoria. Por esto decían los griegos que Héctor sería vencido por Aquiles.
- La otra especie era conocida entre los caldeos, quienes dividían su alfabeto en tres décadas repitiendo algunas letras. Cambiaban en letras numerales las de los nombres de aquellos que les consultaban y referían cada nombre a algún planeta, de lo cual sacaban sus presagios. Esta especie de adivinación estaba muy en uso entre los platónicos y pitagóricos. La asignación numérica era como sigue:

| 1 | 2 | 3 | 4 | 5 | 6 | 7 | 8 |
| - | - | - | - | - | - | - | - |
| A | B | C | D | E | U | O | F |
| I | K | G | M | H | V | Z | P |
| J | R | L | T | N | W |   |   |
| Q |   | S |   |   | X |   |   |
| Y |   |   |   |   |   |   |   |